# 千本城 (下野国)
千本城（せんぼんじょう）は、栃木県芳賀郡茂木町町田にあった日本の城。
別名を須藤城、教ヶ岡城。
規模は標高240m、東西に90m、南北に370m。
現在は『千本城跡』として栃木県指定史跡になっており、羽黒神社が鎮座し、サクラの名所としても知られている。

## 概要
那須資隆の十男・為隆が、源氏に属して平家滅亡に功をあげたことで、1195年(建久6年)に千本を領して、教ヶ岡(千本)城を築いて以来、千本氏の居城となった。
1551年(天文20年)1月には、千本資俊が芳賀高定と謀り、那須高資を誘殺する事件の舞台になる。
これが元で、1585年(天正13年)12月8日に、千本資俊および千本資政の父子は、殺害された那須高資の甥・那須資晴の陰謀に会い、烏山の太平寺にて謀殺され、城は落城した。
千本氏は一時断絶し、その後、茂木三郎の二男・義政が千本義隆と称し千本城に養子に入り、茂木系千本氏が誕生する。
1628年(寛永5年)、千本義等の時に、城は炎上したとされる。